# Jürgen Degen
Jürgen Degen (Amburgo, 7 novembre 1967) è un ex calciatore tedesco, di ruolo attaccante.

## Carriera
Vanta 19 presenze e 5 gol in Bundesliga, 31 incontri e 3 gol nella seconda divisione tedesca, 3 sfide di UEFA Champions League e un gol, realizzato contro l'FK Etăr (1-1).
Si rende protagonista del successo del Kaiserslautern nella Supercoppa tedesca del 1991, la prima edizione della competizione: il club esclude l'Hansa Rostock (1-2) e in finale sconfigge il Werder Brema per 3-1 proprio grazie a due reti di Degen.

## Palmarès

### Club

#### Competizioni nazionali
- Supercoppa di Germania: 1

Kaiserslautern: 1991